# Конкурс дирижёров имени Ференца Фричая
Международный конкурс дирижёров имени Ференца Фричая — музыкальный конкурс среди дирижёров академической музыки, названный в честь венгерского дирижёра Ференца Фричая. Проводится в Сегеде (Венгрия) каждые два года начиная с 2023 года.
Конкурс был организован швейцарским концертным агентством Concert Media и Сегедским симфоническим оркестром в память о Ференце Фричае, чья международная музыкальная карьера начиналась с десятилетней работы в Сегеде.

## 2023 год
Для участия в конкурсе поступила 531 заявка из 61 страны. Возраст конкурсантов не был ограничен, так что среди участников оказались как 20-летние, так и 60-летние; в основу финансирования конкурса легли взносы участников. Жюри во главе с Василием Петренко на основании видеозаписей отобрало 111 претендентов. Четыре лучших музыканта приняли участие в финале. По итогам концерта, в котором под управлением финалистов звучали фрагменты произведений Иоганнеса Брамса и Белы Бартока, жюри и присоединившийся к нему концертмейстер Сегедского симфонического оркестра приняли решение не присуждать первую премию. Вторую премию получил Себастиан ван Иперен (Нидерланды), третью — итальянец Норис Боргоджелли. Габриэль Холландер (Бельгия) и Хорхе Васкес (Мексика) получили специальные призы. Присутствовавшая на конкурсе дочь Ференца Фричая Марта подарила всем финалистам полное собрание записей своего отца: 86 дисков, более 100 часов звучания. В состав жюри, помимо Петренко, входили руководитель Сегедского симфонического оркестра Шандор Дьюди и международные специалисты Херман Боймер, Константин Орбелян, Томас Зандерлинг, Эва Струсиньска.